# سیراکووو (استان دوبریچ)
سیراکووو (به بلغاری: Sirakovo) یک منطقهٔ مسکونی در بلغارستان است که در شهرستان جنرال توشوو واقع شده‌است.
 سیراکووو ۲۱٬۱۶۵ کیلومتر مربع مساحت و ۹۲ نفر جمعیت دارد و ۱۰۰ متر بالاتر از سطح دریا واقع شده‌است.